# María Luisa Bergaz Conesa
María Luisa Bergaz Conesa, née le 17 septembre 1947 à Xeraco, est une femme politique espagnole.
Membre d'Izquierda Unida, elle siège au Parlement européen de 2003 à 2004.